# Mario Neri
Mario Neri (Belluno, 13 maggio 1941) è un politico italiano.

## Biografia
Esponente della Democrazia Cristiana bellunese, fratello del senatore Emilio Neri, è stato per molti anni consigliere comunale, ricoprendo più volte anche la carica di assessore. Per due mandati è stato sindaco di Belluno, dal 1980 al 1983 e dal 1984 al 1986. Si è ritirato dall'attività politica nel 1993. Dal 2011 al 2012 ha ricoperto la carica di presidente della Fondazione Teatri delle Dolomiti.